# Brillon
Brillon település Franciaországban, Nord megyében. Lakosainak száma 764 fő (2022. január 1.). Brillon Sars-et-Rosières, Tilloy-lez-Marchiennes, Bousignies és Rosult községekkel határos.

## Népesség
A település népességének változása:
| Lakosok száma | 732  | 737  | 741  | 738  | 754  | 771  | 770  | 773  | 764  |
|               | 2013 | 2015 | 2016 | 2017 | 2018 | 2019 | 2020 | 2021 | 2022 |